# Association sportive Villeurbanne basket féminin
L'Association sportive Villeurbanne basket féminin, in breve A.S. Villeurbanne o ASVEL, è una società di pallacanestro femminile di Villeurbanne, cittadina della metropoli di Lione, in Francia.

## Storia
La società è stata fondata nel 1959 sulle ceneri dell'A.S. Delle ed era legata all'ASVEL Lyon-Villeurbanne maschile. Fino al 1976 disputa dei campionati regionali, poi inizia la scalata partendo dalla Nationale Féminine 3; nel 1979-1980 vince la Nationale Féminine 2 ed è promossa nella massima serie. Da subito si classifica a ridosso della vetta, così nel 1982 matura la scissione dall'ASVEL (che non poteva sostenere due squadre nella massima serie) e nasce così l'AS Villeurbanne. Nel 1982-1983 la nuova società esordisce nella Coppa Ronchetti. Negli anni successivi, è tra le società più importanti per le giovanili, ma passa un periodo di difficoltà economiche che culminano nella retrocessione del 1989-1990. Nel 1993-1994 è campionessa francese di Nationale 1B. Negli anni seguenti rimane attiva in ambito nazionale anche con una squadra riserve.
La società ha partecipato a sette edizioni di Coppa Ronchetti, arrivando al massimo in semifinale nella stagione d'esordio, la 1982-1983. Particolarmente sfortunata la partecipazione nel 1987-1988: è stata eliminata dall'Ibla Enichem Priolo dopo aver vinto l'andata di 28 punti e perdendo il ritorno di 32.

## Palmarès
- Nationale Féminine 1: 1

2013-2014
- Nationale Féminine 1B: 1

1993-1994